# Kościół Najświętszego Serca Pana Jezusa w Żmiącej
Kościół Najświętszego Serca Pana Jezusa w Żmiącej – murowana świątynia rzymskokatolicka w miejscowości Żmiąca w gminie Laskowa, będąca kościołem parafialnym parafii Najświętszego Serca Pana Jezusa.

## Historia
Niewielka kaplica stanęła w Żmiącej już w 1885. Znajdowały się w niej trzy ołtarze, wykonane przez miejscowego rzeźbiarza ludowego Stanisława Farona.
Po wojnie okazało się, że potrzebna będzie większa świątynia. Jej plany sporządził Antoni Mazur. Prace udało się rozpocząć w 1958. Poświęcenia kościoła dokonał biskup Karol Pękala 8 maja 1959.